# Татарханкент
Татархан (лезг. ТIатIархан) — село в Сулейман-Стальском районе Дагестана. Входит в сельское поселение «Сельсовет Уллугатагский».

## География
Село расположено в южной части Сулейман-Стальского района. Находится в 11 км от районного центра села Касумкент.

## Население
| 1895 | 1926 | 1939 | 1970 | 1989 | 2002 | 2010 |
| ---- | ---- | ---- | ---- | ---- | ---- | ---- |
| 470  | ↗545 | ↘463 | ↘213 | ↘93  | ↗151 | ↘142 |
| 2021 |      |      |      |      |      |      |
| ↗175 |      |      |      |      |      |      |

По переписи 1886 года в селе было 105 хозяйств, численность населения составляла 470 человек: 241 мужчина и 229 женщин.

## История
Название села, видимо, связано с нашествием татаро-монгольских завоевателей. Видимо, оно стало временной резиденцией предводителя татарского отряда. Впоследствии оно стало называться Татархандхуьр — дословно «село татарского хана».
В 1966 году жители переселились в Новая Мака и совхоз Герейханова.
В центре села стоит памятник архитектуры — мечеть. На восточной окраине села расположен пир — «Пӏир Сефер-Али».